# گونسالو فرناندس د کوردوبا
گونسالو فرناندس د کوردوبا (انگلیسی: Gonzalo Fernández de Córdoba؛ ۱ سپتامبر ۱۴۵۳ – ۲ دسامبر ۱۵۱۵) فرد نظامی اهل اسپانیا بود.